# Miner riberenc ventreblanc
El miner riberenc ventreblanc (Cinclodes palliatus) és una espècie d'ocell de la família dels furnàrids (Furnariidae) que viu als vessants rocallosos, prop de corrents fluvials a la puna dels Andes del nord i centre del Perú.